# I’ll Remember April
I’ll Remember April ist eine Komposition von Gene de Paul mit einem Text von Patricia Johnston und Don Raye. Der Song wurde im Jahr 1941 veröffentlicht.

## Entstehung des Songs
„I’ll Remember April“ wurde 1942 erstmals von Dick Foran gesungen, als er in der Abbott und Costello Filmkomödie Ride ’Em Cowboy verwendet wurde. Trotz des Reinfalls des Songs im Film wurden viele Jazzfans auf ihn aufmerksam. Ride ’Em Cowboy war einer von den Filmen dieser Zeit, in denen Sänger Kurzauftritte hatten; auch Ella Fitzgerald spielte mit ihrem Hitsong „A Tisket A Tasket“ mit.
„I’ll Remember April“ wurde dann von Woody Herman und seinem Orchester aufgenommen, erreichte im März 1942 die Popcharts und stieg auf # 23. Mit seiner ungewöhnlichen Melodie wurde „I’ll Remember April“ im Bereich der populären Musik nie richtig erfolgreich trotz früher Aufnahmen von  Martha Tilton, Bing Crosby und dem Nat „King“ Cole Trio mit der Sängerin Anita Boyer.
Danach wurde der Song von vielen Künstlern der populären Musik wie des Jazz interpretiert; unter den frühen Versionen ragt besonders die von Miles Davis und Horace Silver 1954 heraus. Auch Cannonball Adderley, Chet Baker/Stan Getz,  Eric Dolphy, Keith Jarrett (Tokyo ’96), Lee Konitz, Charlie Parker, Sonny Rollins, Benny Golson, Charles Mingus, Red Norvo, Joe Pass, Mel Tormé, Sarah Vaughan und Teddy Wilson interpretierten den Song.